# 경암헌고택
경암헌고택(畊菴軒故宅)은 대한민국 경상북도 봉화군 봉화읍 거촌리에 있는 고택이다. 1984년 12월 29일 경상북도의 민속문화재 제53호로 지정되었다.

## 지정 사유
이 건물은 ㄷ자형의 안채와 一자형의 사랑채가 모여서 전체적으로 ㅁ자형의 평면형태를 이루는 전형적(典型的)인 영남지방(嶺南地方)의 주택(住宅)이다. 원래는 영양남씨(英陽南氏) 종택(宗宅)으로 진사(進士) 남구수(南龜壽) 선생이 건립(建立)하였으나 현(現) 소유주(所有主) 10대조(十代祖)인 황파(黃坡) 김종걸(金宗傑)의 조부(祖父)가 장인(丈人)으로부터 건물을 이어받아 거촌리(巨村里) 거주(居住) 의성김씨(義城金氏)의 종택으로 내려오고 있다. 경암헌이라는 편액(扁額)이 걸린 사랑채는 정면 3칸, 측면 2칸의 홑처마 팔작지붕 건물로 석축기단(石築基壇) 위에 자연석(自然石) 초석(礎石)을 놓고 네모기둥을 세운 민도리집으로 앞면에 툇마루를 두고, 뒷면 좌우에 온돌방과 마루를 두었다. 특히 가운데 기둥간격을 좌우의 것보다 좁게 하였으며, '누은재(陋隱齋)'라는 편액을 걸었는데 이러한 구성은 다른 건물에서는 보기 드문 독특한 모습이다.

## 지정 목록
| 번호   | 사진 | 명칭            | 소재지                         | 관리자 (단체) | 지정일                | 참조 |
| 53-1호 |      | 안채 (안채)     | 경북 봉화군 봉화읍 거촌2리 698 | 김대희        | 1984년 12월 29일 지정 |      |
| 53-2호 |      | 사랑채 (사랑채) | 경북 봉화군 봉화읍 거촌2리 698 | 김대희        | 1984년 12월 29일 지정 |      |
| 53-3호 |      | 사당 (사당)     | 경북 봉화군 봉화읍 거촌2리 698 | 김대희        | 1984년 12월 29일 지정 |      |

## 참고 문헌
- 경암헌고택 - 국가유산청 국가유산포털